# Montsapey
Montsapey is een gemeente in het Franse departement Savoie (regio Auvergne-Rhône-Alpes) en telt 76 inwoners (2009). De plaats maakt deel uit van het arrondissement Saint-Jean-de-Maurienne.

## Geografie
De oppervlakte van Montsapey bedraagt 29,5 km², de bevolkingsdichtheid is dus 2,6 inwoners per km².
De onderstaande kaart toont de ligging van Montsapey met de belangrijkste infrastructuur en aangrenzende gemeenten.

## Demografie
Onderstaande figuur toont het verloop van het inwonertal (bron: INSEE-tellingen).